# Catantops unimaculata
Catantops unimaculata är en insektsart som beskrevs av Mahmood, K., Yousuf och Khaliq 2002. Catantops unimaculata ingår i släktet Catantops och familjen gräshoppor. Inga underarter finns listade i Catalogue of Life.